# Jan Feller
Jan Feller (lub Feler) (ur. 8 marca 1887 w Warszawie lub w Turowicach, zm. 15 marca 1950 we Wrocławiu) – polski działacz związkowy i socjalistyczny, poseł na Sejm RP w latach 1934–1935.

## Życiorys
Był ślusarzem mechanikiem w zakładach „Lilpop, Rau i Loewenstein” SA w Warszawie. W czasie rewolucji w 1905 był członkiem Organizacji Bojowej PPS na Pradze w Warszawie. 20 listopada 1906 był aresztowany jako podejrzany o udział w akcjach bojowych i osadzony na Pawiaku. Na rozprawie przed sądem w sierpniu 1907, zwolniono go z braku dowodów winy. Opuścił Warszawę i zamieszkał w Bremerhaven, skąd wrócił w 1908. Przez kilka lat pracował jako ślusarz brygadzista przy budowie fabryki w Kimrach w Rosji.
Po odzyskaniu niepodległości kontynuował pracę w zakładach „Lilpop, Rau i Loewenstein”. Był działaczem Związku Robotników Przemysłu Metalowego. Od 1933 do 1939 był przewodniczącym Zarządu Głównego. Był również działaczem PPS. Od 1929 był członkiem egzekutywy Warszawskiego Okręgowego Komitetu Robotniczego PPS. Od XXI Kongresu PPS w 1931 był członkiem Centralnego Sądu Partyjnego. Był redaktorem odpowiedzialnym pisma ZRMP „Metalowiec”. Był współpracownikiem Tomasza Arciszewskiego w Robotniczym Towarzystwie Przyjaciół Dzieci.
W wyborach parlamentarnych w 1930 kandydował z listy nr 7 (Centrolew), w okręgu wyborczym nr 1 (Warszawa-miasto). Nie uzyskał jednak mandatu. W dniu 17 stycznia 1934 Państwowa Komisja Wyborcza ogłosiła wygaśnięcie – z uwagi na wyrok sądowy w procesie brzeskim – mandatu poselskiego Norberta Barlickiego. Mandat po nim objął Ludwik Kulczycki z NPR, który złożył ślubowanie 19 stycznia 1934, a następnie złożył mandat 5 lutego 1934. Kulczycki uznał, że mandat ten należy się PPS. Na Miejsce Kulczyckiego wszedł Feller, który złożył ślubowanie 23 lutego 1934.
Podczas II wojny światowej w październiku 1939 wybrany na wiceprzewodniczącego Zarządu Głównego konspiracyjnego Związku Robotników Przemysłu Metalowego. Był członkiem PPS-WRN.
Po wojnie razem z rodziną wyjechał do Wrocławia, gdzie pracował przy uruchomieniu Państwowej Fabryki Wagonów „Pafawag”, działał w „lubelskiej” PPS i Związku Zawodowym Metalowców. Był również członkiem Związku Weteranów Walk Rewolucji 1905-1918. Został aresztowany w czerwcu lub lipcu 1948 i osadzony w więzieniu śledczym we Wrocławiu. W październiku tego roku decyzją „lubelskiej” PPS we Wrocławiu, został wydalony z partii „za prawicową robotę”. 11 listopada 1948 zwolniony z więzienia. Zmarł w marcu 1950. Został pochowany na Cmentarzu Ewangelicko-Augsburskim w Warszawie (aleja 38, grób 21).